# Olivier Besancenot

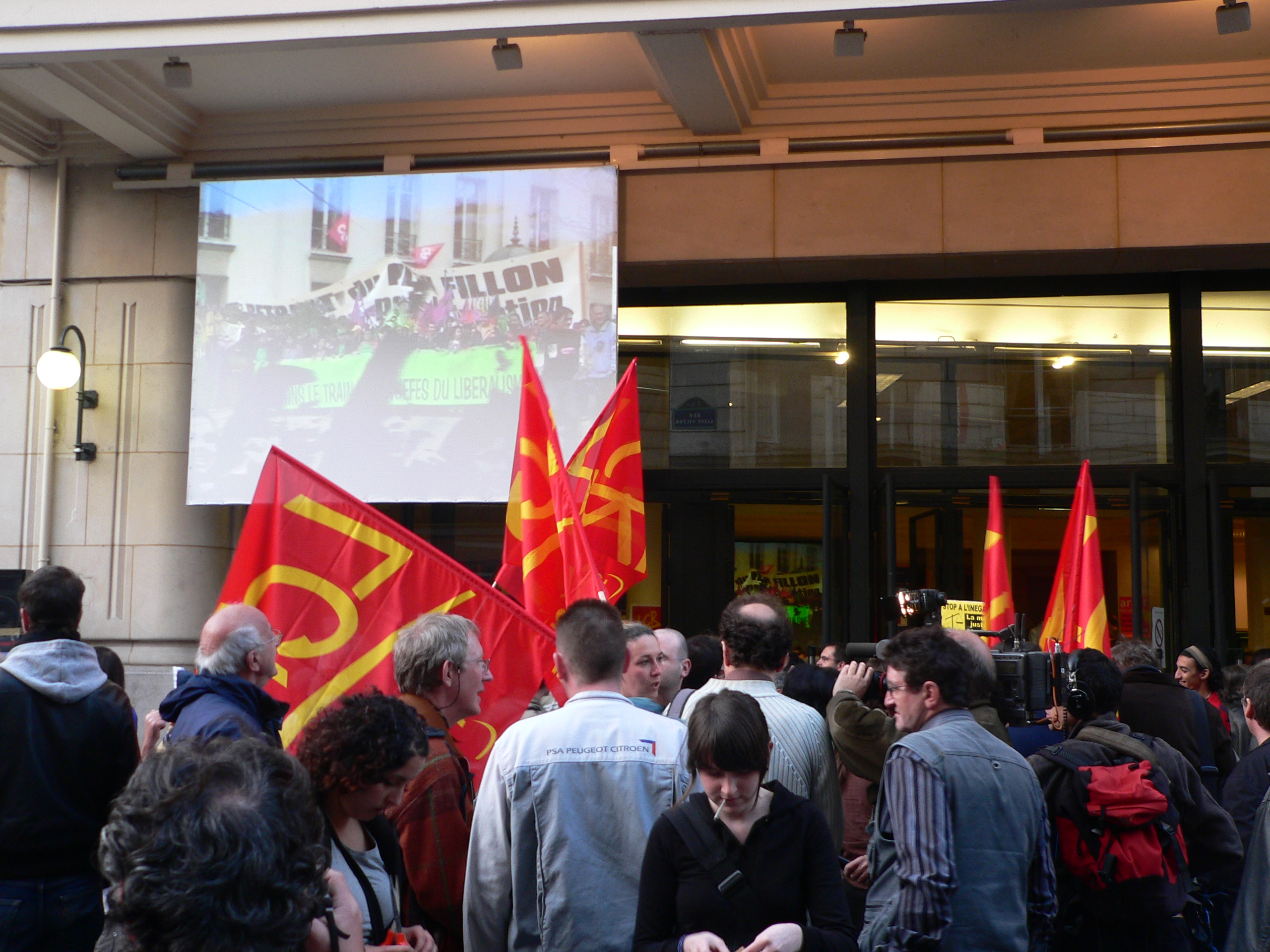
Besancenot-anhängare i Paris

Olivier Besancenot, född den 18 april 1974 i Levallois-Perret, är en fransk trotskistisk politiker och historiker. Han ställde upp i franska presidentvalet 2007 som representant för partiet Ligue communiste révolutionnaire. Han slutade på femte plats med 4,08 procent av rösterna. Redan 2002 ställde han upp i valet, och slutade även vid det tillfället femma med 4,25 procent av rösterna.
Besancenot blev frontfigur i Nouveau parti anticapitaliste (Nya antikapitalistiska partiet), NPA, när detta parti bildades 2009, och var dess talesperson 2009-2011. Partiet är en vänsterrörelse med stark folklig framtoning men med nedtonade kopplingar till den klassiska marxismen. 2011 meddelade Besancenot att han inte skulle ställa upp i presidentvalet 2012, och avgick strax därefter från posten som talesperson för partiet.